# Manuel León
Manuel Antonio León Sandoval (ur. 23 września 1987 w Gwatemali) – piłkarz gwatemalski grający na pozycji pomocnika.

## Kariera klubowa
Karierę piłkarską León rozpoczął w klubie CSD Municipal z miasta Gwatemala. W sezonie 2007/2008 zadebiutował w jego barwach w pierwszej lidze gwatemalskiej. Grał w nim do lata 2010. Wraz z Municipalem wywalczył: mistrzostwo fazy Clausura 2008, mistrzostwo Apertury 2009 i Clausury 2010.
W 2010 roku León przeszedł do CF Universidad de San Carlos.
| Sezon   | Klub                         | Kraj      | Rozgrywki     | Mecze | Bramki |
| ------- | ---------------------------- | --------- | ------------- | ----- | ------ |
| 2007/08 | CSD Municipal                | Gwatemala | Liga Nacional | 5     | 0      |
| 2008/09 | CSD Municipal                | Gwatemala | Liga Nacional | 9     | 0      |
| 2009/10 | CSD Municipal                | Gwatemala | Liga Nacional | 9     | 0      |
| 2010/11 | CF Universidad de San Carlos | Gwatemala | Liga Nacional |       |        |

## Kariera reprezentacyjna
W reprezentacji Gwatemali León zadebiutował 18 listopada 2010 roku w wygranym 3:0 towarzyskim meczu z Gujaną. W 2011 roku został powołany do kadry na Złoty Puchar CONCACAF 2011. Rozegrał na nim 2 mecze: z Jamajką (0:2) i z Grenadą (4:0).